# Velbloudí mléko

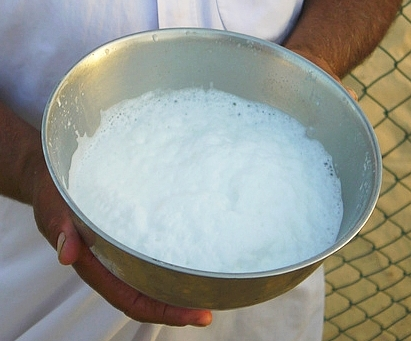
Čerstvé velbloudí mléko

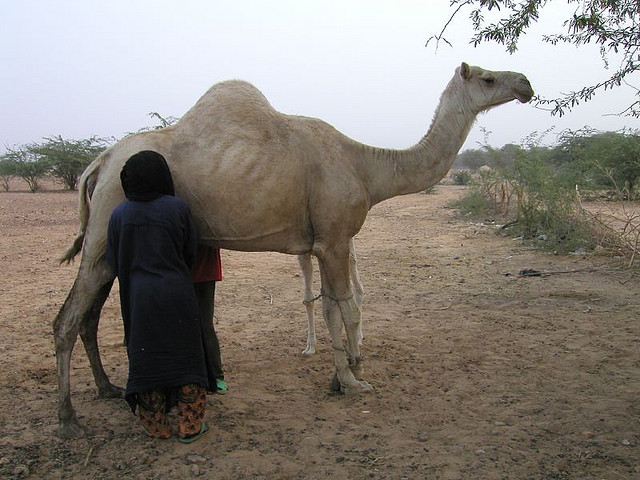
Dojení velblouda v Nigeru

Velbloudí mléko je mléko produkované mléčnými žlázami velbloudů. Lidmi bylo konzumováno již od doby, kdy došlo k domestikaci velbloudů, především v nomádských a pasteveckých komunitách. V některých částech Blízkého východu, severní Afriky a Afrického rohu někteří pastevci žili měsíce jen o velbloudním mléce, když táhli na velké vzdálenosti přes pouště. Velbloudí mléko je stále populární v zemích s tradicí velbloudářství (například Spojené arabské emiráty, Somálsko...), jeho výroba se ovšem rozšiřuje i v zemích jako je USA nebo Austrálie, kde se produkuje jako ekologičtější alternativa k mléku kravskému.
Chuťové je velbloudí mléko velmi podobné tomu kravskému, ovšem nutričně se od něj poměrně liší, nicméně nutriční hodnoty velbloudího mléka mohou být velmi proměnlivé ve spojitosti s faktory jako druh velblouda, jeho věk nebo jeho strava.
Z velbloudího mléka se běžně vyrábí jogurt nebo zmrzlina. Máslo ani sýry se z velbloudího mléka příliš často nevyrábí, protože na jejich výrobu nemá dobré vlastnosti. Dubajská firma Al Nassma Chocolate vyrábí mléčnou čokoládu z velbloudího mléka.
Světově mezi největší producenty velbloudího mléka patří Somálsko, Keňa, Mali, Etiopie, Saúdská Arábie a Niger.